# Combretum lukafuensis
Combretum lukafuensis là một loài thực vật có hoa trong họ Trâm bầu. Loài này được De Wild. mô tả khoa học đầu tiên năm 1902.